# Colombia International 2014
Die Colombia International 2014 im Badminton fanden vom 24. bis zum 28. September 2014 in Medellín statt.

## Sieger und Platzierte
| Disziplin    | Gold                               | Silber                          | Bronze                               |
| ------------ | ---------------------------------- | ------------------------------- | ------------------------------------ |
| Herreneinzel | Humblers Heymard                   | Andrés Corpancho                | Luís Enrique Peñalver                |
| Herreneinzel | Humblers Heymard                   | Andrés Corpancho                | Mario Cuba                           |
| Dameneinzel  | Telma Santos                       | Daniela Macías                  | Berónica Vivieca                     |
| Dameneinzel  | Telma Santos                       | Daniela Macías                  | Dánica Nishimura                     |
| Herrendoppel | Humblers Heymard Adams Rodríguez   | Nelson Javier Alberto Raposo    | Iván León Bastian Andree Lizama      |
| Herrendoppel | Humblers Heymard Adams Rodríguez   | Nelson Javier Alberto Raposo    | Diego Lopera Barrientos Mateo        |
| Damendoppel  | Katherine Winder Luz María Zornoza | Daniela Macías Dánica Nishimura | Angela Ordoñez Maryi Ordonez Cabrera |
| Damendoppel  | Katherine Winder Luz María Zornoza | Daniela Macías Dánica Nishimura | Juliana Giraldo Valentina Montenegro |
| Mixed        | Andrés Corpancho Luz María Zornoza | Mario Cuba Katherine Winder     | Nelson Javier Berónica Vivieca       |
| Mixed        | Andrés Corpancho Luz María Zornoza | Mario Cuba Katherine Winder     | William Cabrera Daigenis Saturria    |